# フランクリン・グラハム
フランクリン・グラハム（Franklin Graham / William Franklin Graham III、1952年7月14日 - ）は、アメリカの著名なキリスト教伝道師である。放送メディアなどで活動している
伝道師ビリー・グラハムと妻ルース・ベル・グラハムの5人の子のうち4番目の子としてノースカロライナ州アシュビル郊外のアパラチア山脈で生まれ育ち、現在はノースカロライナ州ブーンに居住している。

## 幼年時代
自然豊かな山の中のログハウスで育つ。母親のルースは暗唱聖句をさせた。山歩きや狩りは得意であったが、学校は嫌いであった。

## 若年時代
13歳の時にはニューヨーク州ロングアイランドのキリスト教系寄宿学校ストーニー・ブルック・スクールに入学したものの、都会のエリート校になじめなかったフランクリンは1970年に中退し、田舎のノースカロライナ州でオーエン高校を卒業。
18歳の時にビリー・グラハム伝道協会のロイ・ガスタフソンが責任をもっていた中東ツアーでアルバイトをする。そこで宣教師の影響を受けたフランクリンは伝道協会の援助で砂漠用のランド・ローバーを手に入れ、ヨルダンに運んだ。そこでアイリーンとエレノアが祈りで問題を解決しているのを目の当たりにする。1971年のクリスマスの前にヨルダンから米国に帰国する。
ルトゥルノー・カレッジに復学したものの、1972年の5月に小型飛行機をレンタルし、クラスメイトの女性とアトランタに行くが、嵐をさけてルイジアナに泊まったことで退学処分を受ける。しかし高等教育を受ける努力を続け、モントリート・アンダーソン・カレッジおよびアパラチア州立大学を卒業したことで、両親に喜ばれた。

## クリスチャンとしての歩み
1974年7月にスイスのローザンヌで開催されたローザンヌ世界伝道会議のアシスタントを務める。ジュネーブ湖のほとりで父ビリーは「キリストを受け入れるか拒むかを、決めなければならない」と言った。宣教大会終了後のエルサレム旅行中にホテルの一室でクリスチャンとなる。彼は罪を告白し、人生を神に明け渡した。22歳だった。この年の8月14日、幼馴染であるジェーン・オースティン・カニンガムと結婚。
クリスチャンとなってまもなく、キリスト教団体「サマリタンズ・パース」（サマリア人の財布、en:Samaritan's Purse）の創設者ボブ・ピアスに加わり、アジアへの6週間の伝道旅行に出発。ボルネオのジャングルにある魔法使いの支配する村に行き、悪霊の存在を感じた。この旅行中に、ボブ・ピアスから「神の領域」について教わり、世界の救済に焦点を絞ることを決意する。ボブ・ピアスは父親の次にフランクリンに影響を与えたという。
1976年にボブと再会するがサマリタンズ・パースのミニストリーにコミットする確信が持てなかった。この間シアトル・パシフィック大学で経営学を学ぶ。この年にアパラシア州立大学に入学。宣教地に短期間医師を派遣するワールド・メディカル・ミッションに協力する。1978年の春に大学卒業。
1978年にボブ・ピアスを訪ねる。ピアスはフランクリンに「イエス・キリストの御旗を掲げ、シンプルな福音を伝え、それと同時に十分な知識を与えることによって、人々はキリストを受け入れるか拒否するか選ぶことになる」と語った。ピアスは1978年9月7日に召天。ピアスはフランクリンを後継者に願いながらも、神の御心にはかるためにあえてフランクリンを指名せず、18ヶ月の間リーダーが見つからなければサマリタンズ・パースを解散することにしたが、ピアスの死後1979年に理事たちの承認が得られ、フランクリンは28歳でサマリタンズ・パースの代表兼理事長に就任する。
ワールド・メディカル・ミッションとサマリタンズ・パースは協力することになった。ケニアのテンウェク病院の病院増築のために献金を集める。
レバノンの宣教師サミを訪問し、支援していたが、1982年にオペレーション・モビリゼーションの助けを得て、テル・アビブからレバノンに入る。
1988年に11月にホンジュラスを視察し、そこで南部バプテストの宣教師ルーベン・グエロとであった。
1989年以降、伝道イベントを主催。ビリー・グラハム伝道協会（en:Billy Graham Evangelistic Association、BGEA）との協力により、毎年少なくとも5回のグラハム・フェスティバルを世界中で開き、説教を聴いた人はのべ300万人以上にのぼる。フランクリン・グラハムは現在、BGEAの会長兼CEOに就いている。
1999年のコロンバイン高校追悼集会でスピーチ。
2001年ジョージ・ウォーカー・ブッシュ大統領の就任式で開会の祈祷を担当した。
2001年のアメリカ同時多発テロ事件直後に、「われわれ国民全体は、神に罪を告白し、許しを請うとともに、きたる日々にわれわれが何をなすべきか、特に大統領について、神の知恵を探し求めなければならない。」 として、神への悔い改めを表明した。また、「イスラムの神はキリスト教の神、ユダヤ・キリスト教の信仰の神と同じではない。イスラムの神はそれとは別物で、非常に邪悪な宗教だと思う。」と語った。
フランクリン・グラハム師はクリスチャン新聞のインタビューでこの発言について問われ、他の宗教に敬意を払うが、イエス・キリスト以外に救いに至る道はない、と答えている。
2002年にビリー・グラハム伝道協会の総裁に就任する。
イラク戦争でバグダードが陥落した9日後の2003年4月18日、受難日（聖金曜日）の礼拝を行うためバグダードに赴いた
。
2006年11月3日から5日まで、沖縄県北谷町の北谷陸上競技場で沖縄フランクリン・グラハム国際大会を主催した。
来日した2006年、クリスチャン新聞のインタビューに「私はいかなる戦争も支持しません。真実なイエス・キリストに仕える人はだれも戦争を支持しません。」「しかし、国には防衛する権利があります。それは戦争とは別です。」としている。
2007年に「聖書は神が私たちを愛し、かえりみて下さると教えます。主は私たちに、天国において主と共にある道を与えて下さいました。神の子イエス・キリストを信じる信仰を通してです。」
と語った。2007年11月29日から12月2日の間、香港を訪れ、香港フランクリングラハムフェスティバルを主催する。これは1997年以来初の大規模な伝道集会となる。
2010年10月22-24日に大阪城ホールで伝道大会、関西フランクリン・グラハム・フェスティバルが開催。2015年11月には日本武道館で「セレブレーションオブラブ with フランクリン・グラハム」が開催。

## チャリティ
1979年、フランクリン・グラハムは、チャリティ団体「サマリタンズ・パース」（en:Samaritan's Purse）のCEOを創設者のボブ・パースの死去に伴い引受けた。以来、貧困、天災、戦災に見舞われた100以上の国で大規模なチャリティ活動を展開してきた。
イラクについてフランクリン・グラハムは、サマリタンズ・パースの代表を早急に送り込む「準備は万端である」と述べた。派遣の目的は人道援助であるとしつつ、フランクリン・グラハムは同時に、「私たちの働きを通して、神がイエス・キリストについて人々に伝える機会を常に与えてくださると私は信じています。[. . . ] 私たちはイラクの人々を愛し救済するべく現地に赴くのであり、クリスチャンとして、私はイエス・キリストの名においてそうします」とし、キリスト教の福音伝道が支援の目的であることを強調した。
フランクリン・グラハムは、もっとも成功したNPO団体CEOとして広く認知されている。USA Today紙によると、2008年のフランクリン・グラハムの収入は、印税や講演等による収入を除くと、ビリー・グラハム伝道協会からの退職金36万6千ドルに加え、自身の団体であるサマリタンズ・パースの年収48万3千ドルを合わせた、63万3千722ドルであった。

## イスラム教に対する発言
フランクリン・グラハムは、2001年9月11日のアメリカ同時多発テロ事件の直後、イスラム教を「非常に邪悪で不道徳な宗教」とコメントした。フランクリン・グラハムはまた、2009年12月、CNNのキャンベル・ブラウン記者に対して、（『異教徒を見つけ次第直ちに殺害せよ』などの異教徒殺害肯定教義や、女性への暴力を神の教えとして肯定した、人倫にもとる教義などについて）「本当のイスラムはこの国で信奉されてはならない」、「自分の妻を殴ってはならない。自分の子供が、不貞行為やそれに類することをしたと思えたからと言って、彼らを殺してはならない。それこそ、こうした国々で行われていることなのだ」 と、コーランに書かれている通りの問題点を指摘しただけであるにもかかわらず、これにイスラム教徒と、『リベラルを自称しながら、イスラム教の人権蹂躙、異教徒殺害を肯定していることなどのイスラム教の明白な宗教的問題点から目を逸らすことで知られる退行的左翼』らのみが、グラハムを批判した。
『タイム』誌2010年8月30日発売号によれば、「アメリカはイスラムを憎んでいるのでしょうか」との質問に対し、フランクリン・グラハムは、イスラームは「憎悪の宗教であり、戦争の宗教である」と応じた。フランクリン・グラハムはまた、グラウンド・ゼロの近隣に『異教徒を殺害せよ』とコーランで教えているイスラム教のカルチャー・センターを建設する案について、同施設の建設はイスラム教徒が「世界貿易センタービル跡地を自分たちの土地だと主張すること」を意味すると警告した。
2010年8月19日、CNN特派員ジョン・キングに、アメリカ合衆国大統領バラク・オバマのキリスト教信仰に疑いを持った事があるかと質問されたフランクリン・グラハムは、「私が思うに、大統領の問題は、彼がムスリムとして生まれたことであり、彼の父親がムスリムだったことです。ユダヤ教の種が母親を通して継承されるように、イスラムの種は父親を通して継承されます。オバマ大統領はムスリムとして生まれ、彼の父親は彼にイスラムの名前を与えたのです」と述べた。フランクリン・グラハムは続けて、「とはいえ大統領が預言者ムハンマドを否定し、イスラムを捨てて、イエス・キリストを受け入れたことは明らかです。彼は少なくともそう言っています。私の立場から、彼がイスラムを捨てていないとは言えません。ですから私は、大統領は彼が言っているとおりの人物であると信じるしかないのです」と述べた。2011年3月、保守系ネットテレビ「ニュースマックス」Newsmaxとのインタビューで、グラハムは、オバマが「ムスリム兄弟団に、米国政府の一部となり政権の決定を影響することを許した」とし、次のように主張した。
ムスリム兄弟団はわれわれの国で非常に強く活発な団体である。この団体は私たちの政府にあらゆるレベルで浸透している。目下、彼らの多くは軍や国務省に対して、中東においていかなる対応を取るべきかアドバイスをしている。それはまるで、農夫がキツネに「うちの鶏小屋をキツネから守るにはどうしたらいいかね」と聞いているようなものだ。ムスリムの国々に対する政策を検討するのに、ムスリムを呼び込んで教えてもらおうとしているのだ。われわれが呼び込んでしまったムスリムたちの多くは、おそらくムスリム兄弟団の影響下にある。」

## アメリカ同時多発テロ事件への応答
2001年9月11日アメリカ同時多発テロ事件の直後、同年9月14日にワシントン大聖堂でジョージ・W・ブッシュ大統領はじめ政府関係者出席のもと行われた礼拝のあと、CNNの番組取材を受けたフランクリン・グラハムは、ジュディ・ウッドラフ記者en:Judy Woodruffの質問に対して次のように述べ、アメリカ合衆国の保有する大量破壊兵器の使用をアメリカ国民に訴えた。
ジュディ・ウッドラフ記者　　ベトナム戦争以来、あるいはそれ以前からアメリカ人は、自国の若い人々を地の果てに送って、アメリカ人が理解も支持もしていない目的のために彼らを死なせることをためらうようになったと、繰り返し言われています。あなたは、そうではないと言うのですね？
フランクリン・グラハム　　今回は違います。これは、この国の安全のためなのです。ジュディ、これは乱暴に聞こえるかもしれませんが、われわれはこの敵を倒すために必要ならば、われわれが保持するあらゆる武器を用いなければならないのです。控えるべきだとは思いません。私たちの持っている重要な武器のいくつかを用いることが怖いからといって、技術と武器の使用を控え、若い男性や女性を派遣して犠牲にするなら、それは大きな間違いです。この敵を倒すために、言いたくはありませんが、私たちは私たちの武器庫にある全ての、地獄のような武器を、必要ならば用いなければならないでしょう。
ジュディ・ウッドラフ記者　　アメリカ合衆国国民は若いアメリカ人たちを死なせる用意があるとほんとうに思うのですね？
フランクリン・グラハム　　いいえ。しかし私は、アメリカ国民はテロリズムを止めるつもりがあり、そのために若い男性や女性を不必要には派遣しない決意だろうと思います。そして実際、いくらかの若い男性や女性の命が失われるかもしれません。私はそうならないことを祈ります。だからこそ、私は、若い男性や女性をただ（音声の乱れ）として犠牲にしないため、われわれが保有する武器を使用する必要があると思います。われわれが持っている武器を使いましょう。もし必要ならばわれわれの持っている大量破壊兵器を使用して、敵を破壊しようではありませんか。

## スーダン和平交渉への協力拒否
スーダンで自身の団体サマリタンズ・パースの活動を展開していたフランクリン・グラハムは、1994年、ウガンダの神の抵抗軍とスーダンおよびウガンダ両政府のあいだの和平交渉への参加を拒否したことで、批判を受けた。2009年3月、スーダン大統領オマル・アル＝バシールが国際刑事裁判所によって訴追されると、フランクリン・グラハムはニューヨーク・タイムズ紙に「平和を正義に優先させよ」と題された記事を寄稿し、バシール大統領をジェノサイドの罪で訴追すれば2005年の和平合意の崩壊を招くと論じて、訴追に反対した 。これに対して、 他の団体に並び、進歩派のNPO団体ピース・フォー・ザ・アメリカン・ウェイ（en:Peace for the American Way）は、フランクリン・グラハムによるバシール大統領の擁護を批判した。フランクリン・グラハムが、イスラーム系の多いダルフールにおけるバシール大統領の虐殺行為を軽く見積もったのは、キリスト教徒の多いスーダン南部に和平が成立していることや、バシール大統領がサマリタンズ・パースのスーダンでの活動を許したためだという批判内容であった。

## 政治的立場
2011年4月、フランクリン・グラハムはABCの番組This Weekで、2012年アメリカ合衆国大統領選挙に先立つ共和党の予備選挙への出馬を表明していた大富豪ドナルド・トランプへの支持を表明した。
ドナルド・トランプの選挙戦撤退後、フランクリン・グラハムは、モルモン教を信仰する共和党候補者ミット・ロムニーについて、CBS Newsのリポーター、ジョージ・トーマス記者の「クリスチャンはモルモン教徒の大統領候補に投票してよいのでしょうか？」という質問に対し、「よいのです。ミット・ロムニーがモルモン教徒であることは私には気になりません。大統領を選ぼうというときには、最も資格のある人物が必要です。感じの良い、クリスチャンでもあってとにかく素晴らしい人物だったとしても、国を指導するやり方を理解しない人ではいけません。ワシントンの事情を、政府を理解し、この国を前進させるために国民を一つにするにはどうすればよいか理解している人物が必要なのです」と述べた。
2012年2月、フランクリン・グラハムはCNNのインタビューを受け、堕胎を非合法化する新たな法案作成に積極的でない現職大統領バラク・オバマのキリスト教信仰は怪しいとして、堕胎非合法化の方針を表明しているリック・サントラムはじめ共和党のクリスチャン候補に対する支持を強調した。
2016年アメリカ合衆国大統領選挙では、ドナルド・トランプを支持。2019年12月、福音派の機関誌クリスチャニティ・トゥディがドナルド・トランプとウクライナ論争に端を発する大統領弾劾手続きに賛意を示す論評を掲載した際には、論評に同意はしないとしてトランプへの変わらない支持を表明している。

## 東日本大震災に関するコメント
2011年3月11日に起きた東日本大震災についてフランクリン・グラハムは、保守系テレビ局Newsmaxの電話取材に対して、日本での地震と津波はキリストの再臨とアルマゲドンの予兆かもしれないと述べた。

## 著書
- 『フランクリン・グラハム自叙伝-逃避から希望へ』フランクリン・グラハム　フェスティバル実行委員会 2010年7月1日
- "Rebel With A Cause" (1995), 自叙伝
- "Living Beyond the Limits" (1998)
- "The Name" (2002)